# 가이 베리먼
가이 베리먼(Guy Berryman, 1978년 4월 12일 ~ )은 스코틀랜드의 베이시스트로, 콜드플레이의 일원이다.

## 같이 보기
- 가장 많은 음반을 판 음악가 목록